# Несприятливе рискання
Несприятливе (або небажане) рискання літака — природна і небажана тенденція літального апарата рискати в протилежному напрямку до крену. Це зумовлено різницею аеродинамічного опору профілю між піднятим і опущеним вниз елеронами, різницею підйомної сили, а як наслідок і різниці індуктивного опору між правим і лівим крилами, а також протилежним обертанням кожного вектора підйомної сили кожного крила довкола поперечної осі, що пов'язана з траєкторією крену літака. Цей ефект можна значно мінімізувати за допомогою механізмів елеронів, які спеціально створюють більший опір при відхиленні вниз чи вверх або/і механізмів, які автоматично створюють координовані рухи стерна. Оскільки основні причини несприятливого нишпорення змінюються з підйомною силою, будь-який механізм із фіксованою пропорційністю повною мірою зможе вирішити цю проблему для всіх режимів польоту, таким чином при ручному керуванні будь-який літак потребуватиме деякого повороту керма, для підтримки координованого польоту (без бічного ковзання).

## Причини
Несприятливе рискання — це побічний ефект нахилу векторів підйомної сили на крилах через швидкість обертання і застосування елеронів:327. Деякі навчальні посібники для пілотів зосереджуються в основному на додатковому опорі, спричиненому опущеним вниз елероном і приводять лише коротке  або непряме  описання ефектів, спричинених креном. Насправді крен крил створює зазвичай більший ефект, ніж елерони.